# Plaza de Toros la Glorieta
Plaza de Toros la Glorieta är en amfiteater i Spanien. Den ligger i provinsen Provincia de Salamanca och regionen Kastilien och Leon, i den centrala delen av landet, 180 km väster om huvudstaden Madrid. Plaza de Toros la Glorieta ligger 815 meter över havet.
Terrängen runt Plaza de Toros la Glorieta är platt. Runt Plaza de Toros la Glorieta är det tätbefolkat, med 762 invånare per kvadratkilometer. Närmaste större samhälle är Salamanca, 0,95 km söder om Plaza de Toros la Glorieta. Trakten runt Plaza de Toros la Glorieta består till största delen av jordbruksmark.